# Mesogastrura libyca
Mesogastrura libyca is een springstaartensoort uit de familie van de Hypogastruridae. De wetenschappelijke naam van de soort is voor het eerst geldig gepubliceerd in 1914 door Caroli.